# Neunkhausener Plateau
Neunkhausener Plateau este o arie protejată (arie de protecție specială avifaunistică — SPA) din Germania întinsă pe o suprafață de 370 ha, integral pe uscat.

## Localizare
Centrul sitului Neunkhausener Plateau este situat la coordonatele 50°43′08″N 7°54′26″E / 50.7189°N 7.9072°E.

## Înființare
Situl Neunkhausener Plateau a fost declarat arie de protecție specială avifaunistică în ianuarie 2004 pentru a proteja 6 specii de animale.

## Biodiversitate
Situată în ecoregiunea continentală, aria protejată nu include niciun habitat protejat.
La baza desemnării sitului se află mai multe specii protejate de  păsări (6): fâsă de luncă (Anthus pratensis), becațină comună (Gallinago gallinago), Grus grus grus, ploier auriu (Pluvialis apricaria), mărăcinar (Saxicola rubetra), nagâț (Vanellus vanellus).